# Susanna Hoffs
Susanna Lee Hoffs (Los Ángeles, 17 de enero de 1959) es la vocalista y guitarra rítmica del grupo de rock The Bangles y ocasionalmente actriz.

## Biografía
Su madre, Tamar, era productora de cine, y su padre Joshua, psicoanalista, ambos de religión judía. La madre era muy aficionada a la música y solía sentarse con sus tres hijos largas horas a escuchar discos. Estos, John y Jesse y la de en medio, Susanna, aprendieron a tocar la guitarra. Ella empezó a estudiar historia del arte,como su madre, en la Universidad de Berkeley y soñaba con ser bailarina profesional. Además trabajaba como asistente de su madre en la producción de películas e incluso hizo su debut como actriz en el musical Stony Island (1978) que producía su madre; en ese mismo año, con apenas diecinueve años, asistió a dos conciertos que según ella le cambiaron la vida: el que llegó a ser el último de los Sex Pistols, el 19 de enero, y un par de meses después, otro de la cantante igualmente punk Patti Smith, que le hizo abandonar su idea de ser bailarina profesional y pensar en formar parte de una banda. No dejó por ello su carrera de actriz e hizo un gran papel principal en The Allnighter (1987). Por entonces era una fan del rock clásico, incluido The Who, Led Zeppelin y Pink Floyd. En 1979 formó su primer grupo con uno de sus hermanos y un amigo de este, David Roback, The Psychiatrics. Pero en 1980 pensó en formar una banda solamente con chicas y puso un anuncio en el periódico para reunir a las interesadas. La bajista Anette Zilinskas se unió la primera. Pero Susanna encontró otro anuncio en el periódico similar al suyo, y así incorporó a dos instrumentistas más, las hermanas Debbi y Vicki Peterson, batería y guitarrista respectivamente. Empezaron a ensayar en el garaje de Susanna con el nombre de The Colors, con el que empezaron a tocar en bares y pequeños locales en 1981 una música que mezclaba rock y ritmos de los años sesenta.
En 1981, lanzó su primer sencillo; el nombre del grupo había cambiado a The Bangs, y se titulaba Getting out of hand, pero ya existía una banda de New Jersey con esa denominación cuya propiedad había reservado legalmente y les prohibía emplear sin pagar, así que, imitando el la de los Beatles, un ingeniero de sonido las bautizó ya definitivamente como The Bangles (Las Pulseras o Brazaletes) y siguió el EP Bangles (1982), tras cuya escasa repercusión se separó Anette Zilinskas y se unió la bajista Micki Steele en 1983. Siguieron los LP All Over the Place (1984), Different Light (1986), que contenía sus grandes éxitos "Manic Monday" (que Prince había escrito y les había dado), "If She Knew What She Wants", y el famosísimo "Walk Like an Egyptian". Siguió después Everything (1988), con el éxito "Eternal Flame", y Greatest Hits (1991).
En 1991, Hoffs lanzó su primer álbum como solista, titulado When You're a Boy, cuyo dulce y romántico sencillo «My side of the bed» se colocó en las zonas medias de los éxitos musicales. En 1996, grabó su segundo disco en solitario, llamado sencillamente con su nombre: Susanna Hoffs. La solista se singularizaba por su aspecto menudo, sus grandes ojos negros, su pelo ensortijado, su dulce voz y su extraordinaria sensualidad.
Tras sacar otro disco en solitario, The Bangles se reunieron en 1995 para grabar September Gurls tras lo que vendrían Greatest Hits  (2000), la canción «Get the Girl» (incluida en la banda sonora original de la película Austin Powers:la espía que me achuchó), Eternal Flame (2001) y Doll Revolution (2003). La bajista Michael Steele abandonó la banda en 2005 sin ser sustituida.
Susanna está casada con el director de cine Jay Roach, realizador de películas como Austin Power y Los padres de ella, y tienen dos hijos. Su última grabación fue Under the Covers, Vol. 1, una colaboración con el cantante y guitarrista de rock alternativo Matthew Sweet, con quince temas que versionan éxitos de los años 1960 y 1970 que fue publicada en 2006. En la actualidad, sigue tocando en directo con The Bangles.
En julio de 2012, editó bajo el sello Baroque Folk un nuevo álbum solista, titulado Someday, producido por Mitchell Froom, con 10 canciones electrofolks.

## Discografía

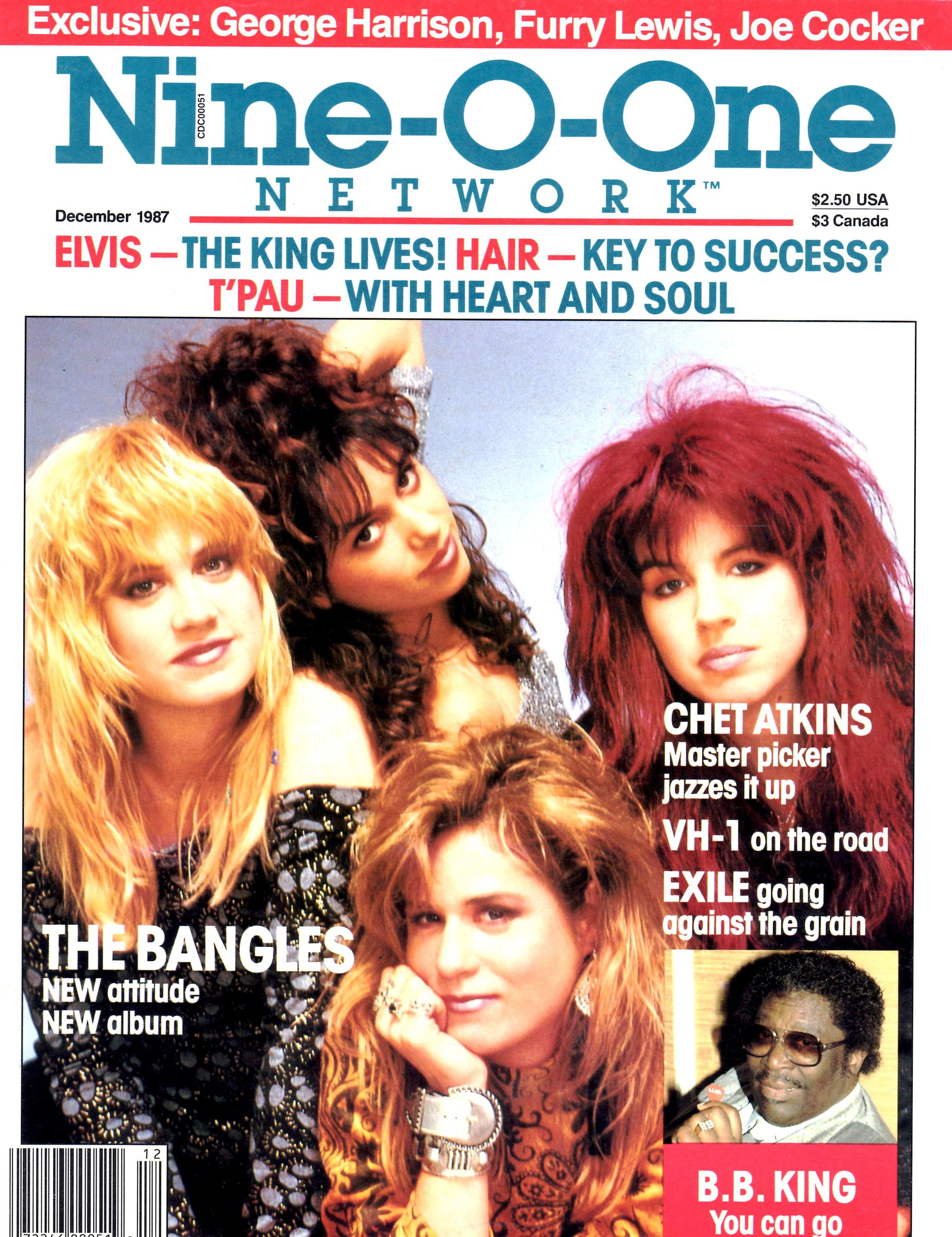
The Bangles en su composición de 1987

Con The Bangles
- Bangles
- All Over the Place
- Different Light
- Everything
- Greatest Hits
- Doll Revolution

Como solista
- When You're a Boy
- Susanna Hoffs
- Someday